# Ruselas
Ruselas (em latim: Rusellae), situada na área arqueológica de Roselle, foi uma importante e antiga cidade da Etrúria e posteriormente, da Roma Antiga, que sobreviveu até a Idade Média, antes de ser abandonada. As impressionantes ruínas se encontram perto do moderna aldeia de Roselle (Italiano: [roˈzɛlle]) na cidade de Grosseto.
Restos de antigas construções foram trazidos à luz por meio de uma longa campanha de escavações realizadas na década de 1950. Trabalhos mais recentes tem revelado muitos edifícios mais impressionantes.

## Arqueologia

### Muralha da cidade

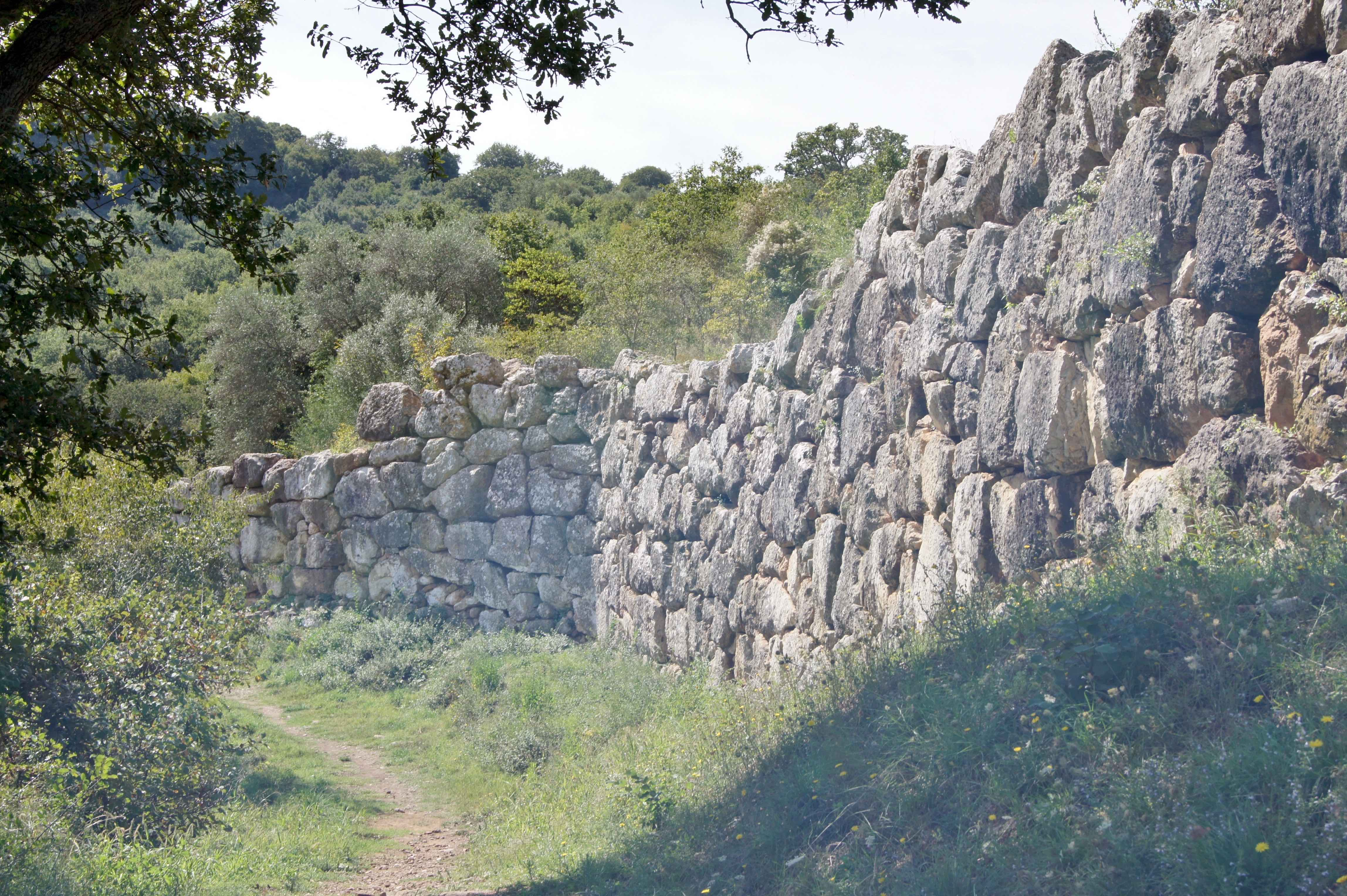
Muralhas da cidade etrusca

As impressionantes muralhas foram construídas pelos Etruscos entre os 7 e 6 séculos antes de cristo. O perímetro da muralha da cidade tem mais de 3 km, com uma altura média de cerca de 7 m. As paredes consistem em situação irregular, em brutos blocos de travertino, muitas vezes, medindo o máximo 2,75 by 1,2 metros (9,0 pé × 3,9 pé)

### Anfiteatro romano

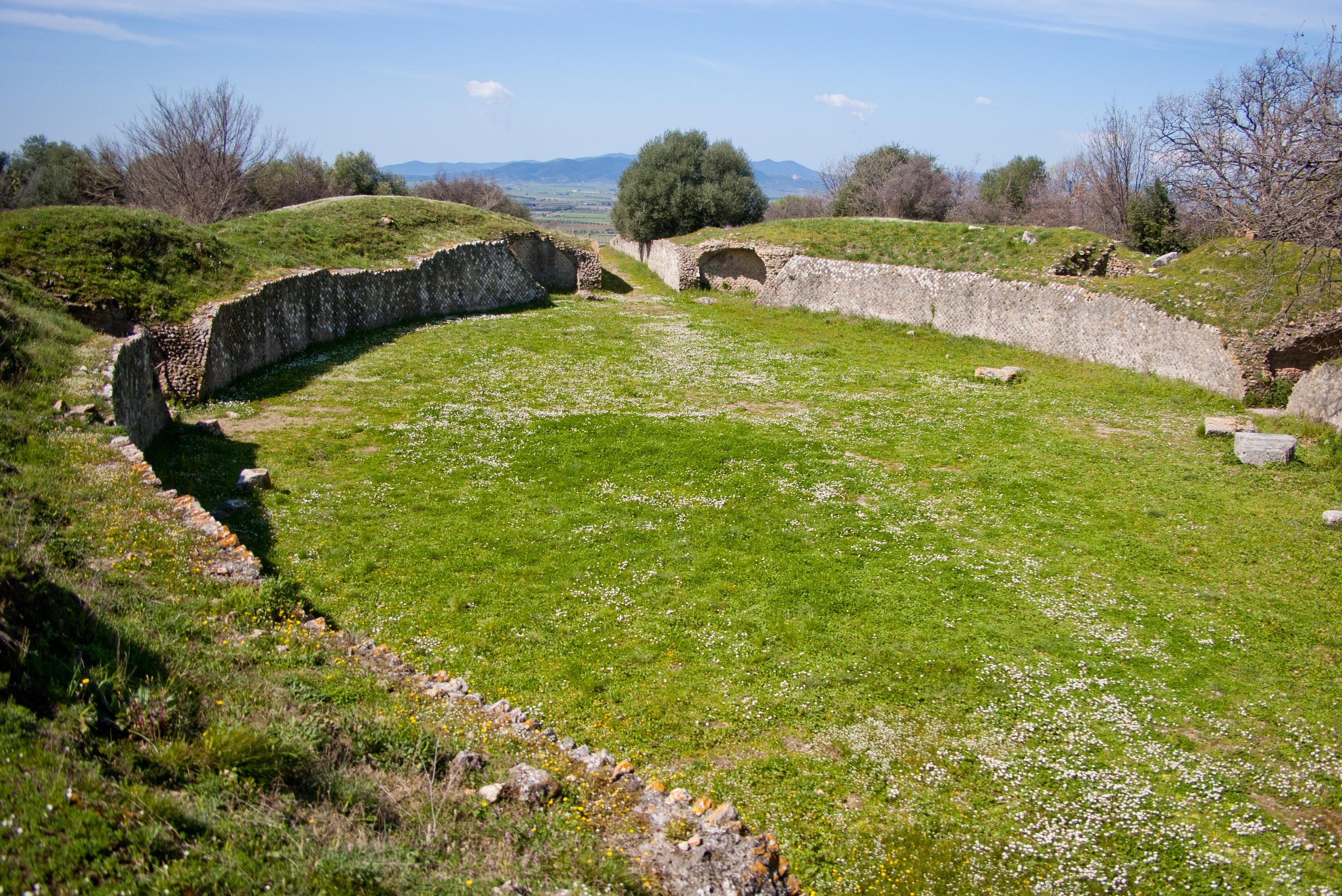
Anfiteatro romano de Ruselas

No topo da colina ao norte da cidade, o anfiteatro,datando do século I é o único conhecido entre as cidades etruscas costeiras. A terra removida para criar a arena foi provavelmente usada como uma base para os assentos.
As paredes do opus reticulatum data do início do 1º século d.C. confirmado pela descoberta de  cerâmica. Dentro da arena ao longo do eixo principal, quatro pedras alinhadas com furos regularmente espaçados foram descobertos que provavelmente eram usadas para dividir o palco com o cenário.
Esta área permaneceu ocupado, pelo menos até o século XVI.

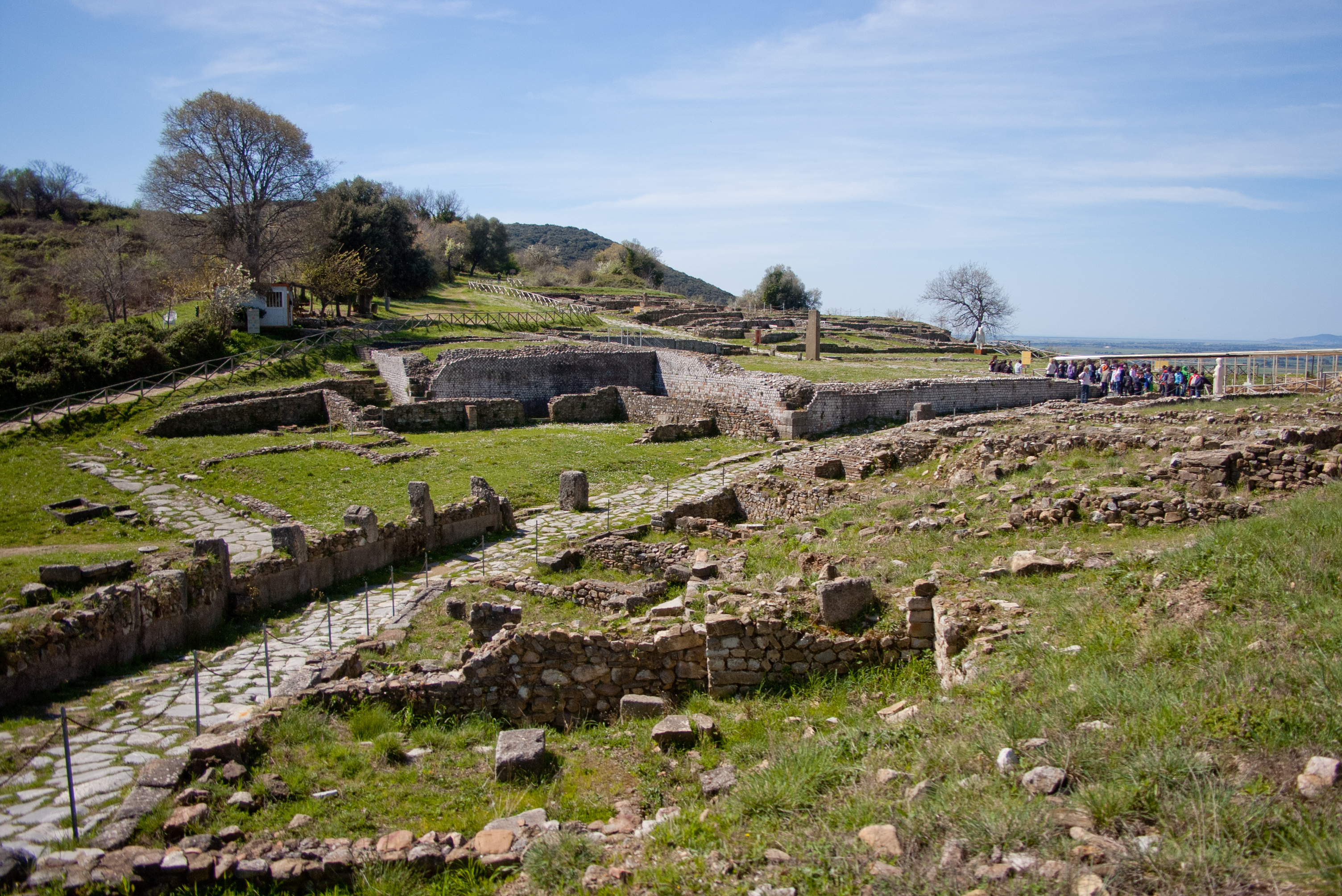
Ruselas

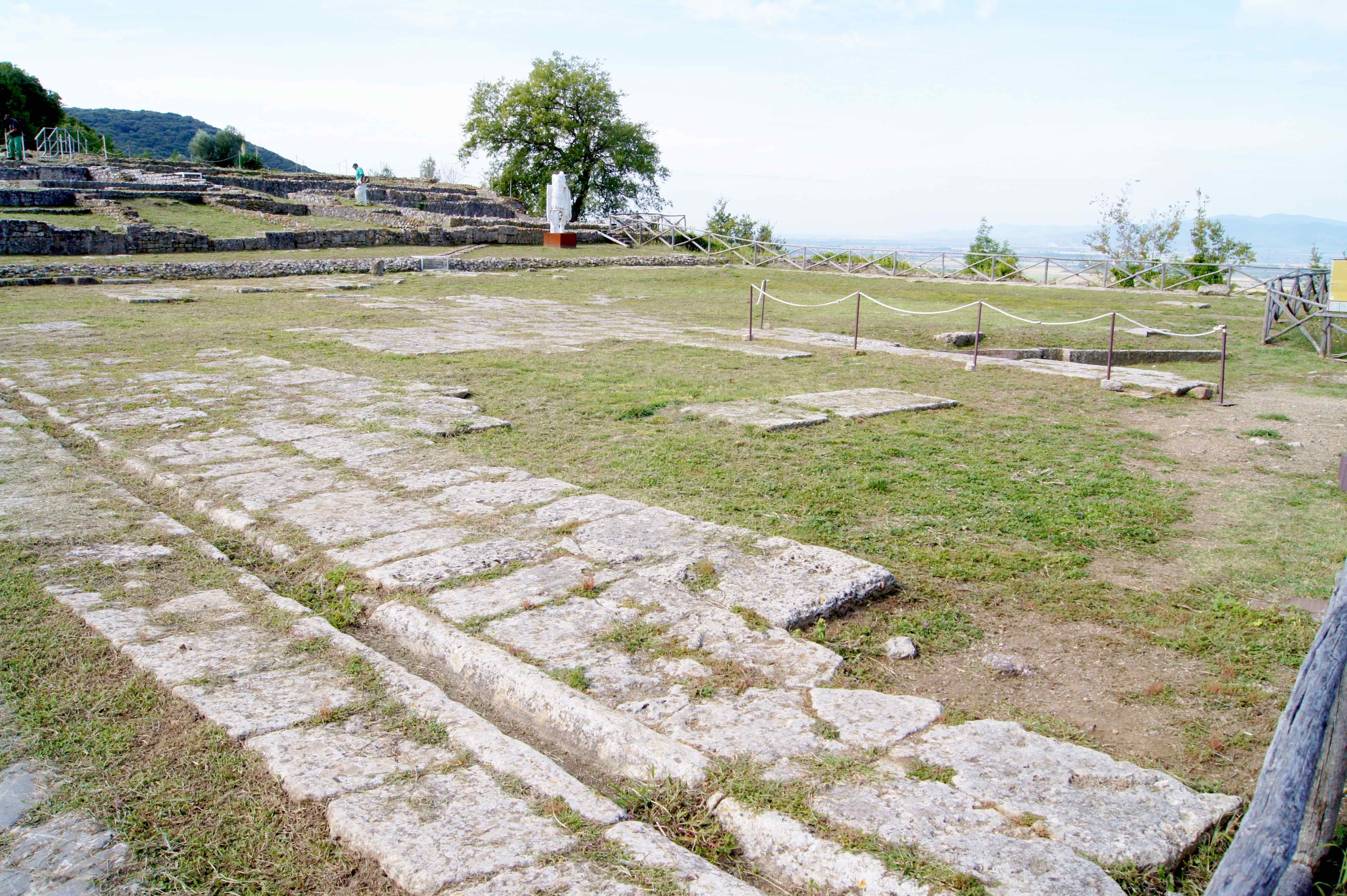
Fórum romano